# Giovanna di Pfirt
Giovanna di Pfirt, in italiano anche Giovanna di Ferrette (Basilea, 1300 – Vienna, 15 novembre 1351), era la figlia maggiore del conte Ulrico III di Pfirt (1281-1324) e di sua moglie, la principessa Giovanna di Montbéliard (1284-1349), figlia del conte Rinaldo di Chalon-sur-Saône e nipote del duca Ottone IV di Borgogna.

## Biografia
Con la morte dell'ultimo conte di Pfirt, Ulrico III, nel marzo del 1324 a Basilea sorse nella storia alsaziana un'epoca importante. L'eredità, che egli lasciò nelle mani delle sue due figlie, Giovanna e Orsola, comprendeva il Sundgau, i Vosgi del sud, il passo dei borgognoni e la parte nord del Giura. Pensando ai propri vantaggi, Leopoldo I reagì rapidamente alla notizia della morte di Ulrico III. Inviò il suo fratello cadetto e ancora scapolo Alberto dalla vedova, Giovanna di Mömpelgard (Jeannette de Montbéliard), per chiedere la mano della primogenita Giovanna. La vedova indennizzò la figlia minore Orsola (1315-1367) con una somma ingente in cambio della rinuncia all'eredità. I negoziati procedevano con successo, e il 17 marzo suggellò a Thann il contratto con Alberto. Così egli procacciò agli Asburgo l'unica unità politica compatta dell'Alsazia.

## Nozze ed eredi
Il 26 marzo 1324 a Vienna ebbe luogo il matrimonio tra la contessa Giovanna di Pfirt e il duca Alberto II lo Sciancato (1298-1358), figlio dell'imperatore del Sacro Romano Impero Alberto I d'Asburgo e di sua moglie Elisabetta di Carinzia, Gorizia e Tirolo. Nel 1330 accadde una sventura: al duca Alberto comparirono sulle braccia e sulle gambe dei segni di paralisi (poliartrite). Giovanna ebbe poca fortuna come Asburgo acquisita, perché dopo sei anni di matrimonio non era ancora rimasta incinta. E ora, che il duca era paralizzato, ogni speranza sembrava scomparire. Nel 1337 egli si recò in pellegrinaggio presso le reliquie dei santi renani a Colonia ed Aquisgrana. E il miracolo tanto desiderato arrivò. Alla fine del 1339 la trentanovenne duchessa partorì il primo bambino.
La duchessa Giovanna era ritenuta intelligente e prudente. Portata per la politica e abile, fu un ottimo completamento del marito. Poiché viaggiare gli era difficile e gli provocava dolori, la inviava spesso in missioni diplomatiche. Nel 1336 Giovanna fece da tramite per la pace tra gli Asburgo e i Lussemburgo, che portò al futuro possedimento dei territori fino all'Adriatico da parte degli Asburgo. Nel 1347, nella cittadina della Bassa Austria di Seefeld l'imperatore Carlo IV investì il duca Alberto e i suoi figli di Austria, Stiria, Carinzia, Carniola e Marca vindica (Slovenia). Poiché il paralitico ma saggio duca Alberto, nonostante il suo amore per la pace, sapeva anche condurre guerre, se gli erano vantaggiose, usò la prima opportunità per assalire il patriarca di Aquileia. Sua moglie Giovanna aveva mediato un'alleanza nel 1335 per procacciare a suo marito la copertura di spalle necessaria alle sue ambizioni carinziane, ma ora che Carinzia, Carniola e Slovenia erano state acquisite, Alberto non aveva più bisogno dell'alleato. Prese al patriarca Chiusa, San Michele, Venzone, Gemona e ancora un paio di altre località.

### Figli
- Rodolfo IV (1339-1365)
  - sposa nel 1353 la principessa Caterina del Lussemburgo, figlia del re Carlo IV
- Caterina (1342–1381), suora a Vienna
- Margherita d'Asburgo (1346-1366)
  - sposa nel 1359 il conte Mainardo III di Tirolo-Gorizia
  - sposa nel 1364 il marchese Giovanni Enrico di Lussemburgo
- Federico III (1347 – 1362), duca d'Austria
- Alberto III d'Asburgo (1349–1395), duca d'Austria 
  - sposa nel 1366 la principessa Elisabetta del Lussemburgo, figlia di re Carlo IV
  - sposa nel 1375 la principessa Beatrice di Nürnberg-Hohenzollern, figlia del conte Federico V
- Leopoldo III d'Asburgo (1351-1386, caduto), fondatore della linea leopoldina della casa d'Asburgo 
  - sposa nel 1365 la principessa Viridis Visconti, figlia di Bernabò Visconti di Milano

Altri cinque figli della coppia nacquero morti o morirono senza nome poco dopo la nascita. Vennero tutti sepolti nella Herzogsgruft (cripta ducale)  dello Stephansdom a Vienna.
Durante la nascita del suo ultimo figlio, la cinquantunenne Giovanna morì e venne sepolta nella cripta della chiesa certosina di Gaming.

## Ascendenza
|                          |               |                        | Genitori                 |  |  | Nonni |  |  | Bisnonni           |  |  | Trisnonni            |  |
|                          |               |                        |                          |  |  |       |  |  | Ulrico II di Pfirt |  |  | Federico II di Pfirt |  |
|                          |               |                        |                          |  |  |       |  |  | Ulrico II di Pfirt |  |  | Federico II di Pfirt |  |
|                          |               | Hilwidis di Urach      |                          |  |  |       |  |  | Ulrico II di Pfirt |  |  |                      |  |
| Teobaldo di Pfirt        |               |                        |                          |  |  |       |  |  | Ulrico II di Pfirt |  |  |                      |  |
|                          |               | Agnese di Vergy        | Guglielmo di Vergy       |  |  |       |  |  |                    |  |  |                      |  |
|                          |               | Agnese di Vergy        | Guglielmo di Vergy       |  |  |       |  |  |                    |  |  |                      |  |
|                          |               | Agnese di Vergy        | Clemenza di Fouvent      |  |  |       |  |  |                    |  |  |                      |  |
| Ulrico III di Pfirt      |               | Agnese di Vergy        |                          |  |  |       |  |  |                    |  |  |                      |  |
|                          |               | Walther di Klingen     | Ulrico II di Klingen     |  |  |       |  |  |                    |  |  |                      |  |
|                          |               | Walther di Klingen     | Ulrico II di Klingen     |  |  |       |  |  |                    |  |  |                      |  |
|                          |               | Walther di Klingen     | Ita di Tegerfelden       |  |  |       |  |  |                    |  |  |                      |  |
| Caterina di Klingen      |               | Walther di Klingen     |                          |  |  |       |  |  |                    |  |  |                      |  |
|                          |               | Sofia di Frohburg      | Hermann III di Frohburg  |  |  |       |  |  |                    |  |  |                      |  |
|                          |               | Sofia di Frohburg      | Hermann III di Frohburg  |  |  |       |  |  |                    |  |  |                      |  |
|                          |               | Sofia di Frohburg      | Heilwig di Asburgo       |  |  |       |  |  |                    |  |  |                      |  |
| Giovanna di Pfirt        |               | Sofia di Frohburg      |                          |  |  |       |  |  |                    |  |  |                      |  |
|                          | Ugo di Chalon | Giovanni I di Chalon   |                          |  |  |       |  |  |                    |  |  |                      |  |
|                          | Ugo di Chalon | Giovanni I di Chalon   |                          |  |  |       |  |  |                    |  |  |                      |  |
|                          | Ugo di Chalon | Matilde di Borgogna    |                          |  |  |       |  |  |                    |  |  |                      |  |
| Rinaldo di Chalon        | Ugo di Chalon |                        |                          |  |  |       |  |  |                    |  |  |                      |  |
|                          |               | Adelaide I di Borgogna | Ottone II di Borgogna    |  |  |       |  |  |                    |  |  |                      |  |
|                          |               | Adelaide I di Borgogna | Ottone II di Borgogna    |  |  |       |  |  |                    |  |  |                      |  |
|                          |               | Adelaide I di Borgogna | Beatrice II di Borgogna  |  |  |       |  |  |                    |  |  |                      |  |
| Giovanna di Montbéliard  |               | Adelaide I di Borgogna |                          |  |  |       |  |  |                    |  |  |                      |  |
|                          |               | Amedeo I di Neuchâtel  | Rodolfo III di Neuchâtel |  |  |       |  |  |                    |  |  |                      |  |
|                          |               | Amedeo I di Neuchâtel  | Rodolfo III di Neuchâtel |  |  |       |  |  |                    |  |  |                      |  |
|                          |               | Amedeo I di Neuchâtel  | Sibilla di Montbéliard   |  |  |       |  |  |                    |  |  |                      |  |
| Guglielmina di Neuchâtel |               | Amedeo I di Neuchâtel  |                          |  |  |       |  |  |                    |  |  |                      |  |
|                          |               | Giordana di La Sarraz  | Aimone I di La Sarraz    |  |  |       |  |  |                    |  |  |                      |  |
|                          |               | Giordana di La Sarraz  | Aimone I di La Sarraz    |  |  |       |  |  |                    |  |  |                      |  |
|                          |               | Giordana di La Sarraz  | Margarita                |  |  |       |  |  |                    |  |  |                      |  |
|                          |               | Giordana di La Sarraz  |                          |  |  |       |  |  |                    |  |  |                      |  |